# Lysionotus pauciflorus
Lysionotus pauciflorus là một loài thực vật có hoa trong họ Tai voi. Loài này được Maxim. mô tả khoa học đầu tiên năm 1874.